# Енкориџ (Кентаки)
Енкориџ (енгл. Anchorage) град је у америчкој савезној држави Кентаки.

## Демографија
По попису из 2010. године број становника је 2.348, што је 84 (3,7%) становника више него 2000. године.
| Група             | 2000.         | 2010.         |
| Белци             | 2.184 (96,5%) | 2.205 (93,9%) |
| Афроамериканци    | 19 (0,8%)     | 34 (1,4%)     |
| Азијати           | 30 (1,3%)     | 49 (2,1%)     |
| Хиспаноамериканци | 17 (0,8%)     | 36 (1,5%)     |
| Укупно            | 2.264         | 2.348         |